# عصام بارودی
عصام بارودی (انگلیسی: Aissam Barroudi؛ زادهٔ ۱۰ مهٔ ۱۹۷۸) بازیکن فوتبال بود.
وی همچنین در تیم ملی فوتبال مراکش بازی کرده‌است.